# Jack Palance
Walter Jack Palance, rodným jménem Volodymyr Ivanovyč Palahniuk (18. února 1919 – 10. listopadu 2006) byl americký filmový a divadelní herec, známý díky rolím drsňáků a padouchů. Za role ve filmech Sudden Fear (1952) a Shane (1953) byl třikrát nominován na Oscara, všechny za nejlepší mužský herecký výkon ve vedlejší roli, a o téměř 40 let později zvítězil za film Dobrodruzi z velkoměsta (1991).

## Život
Jack Palance se narodil 18. února 1919 v Lattimer Mines v Pensylvánii jako syn ukrajinských přistěhovalců. V mládí se živil jako boxer. Během druhé světové války sloužil v armádním letectvu Spojených států.
Než se začal věnovat divadlu navštěvoval Stanfordovu univerzitu. Jako filmový herec debutoval ve snímku Elia Kazana Panika v ulicích (1950). O rok později získal nominace na Oscara za film Sudden Fear a následující rok za film Shane, což byly jeho třetí a čtvrtá filmová role. Získal také cenu Emmy za televizní scénář Requiem for a Heavyweight z roku 1957.
Následně hrál řadu vedlejších i hlavních filmových rolí, často se objevoval v kriminálních dramatech a westernech. Od konce 50. let 20. století pracoval v Evropě, zejména v nezapomenutelné roli charismatického, ale zkorumpovaného hollywoodského magnáta ve filmu Jeana-Luca Godarda Pohrdání z roku 1963.
V roce 1973 hrál titulní postavu v televizním filmu Bram Stoker's Dracula, který ovlivnil budoucí ztvárnění této postavy. V 80. letech se dostal do povědomí nové generace diváků díky moderování televizního seriálu Ripleyho Věřte, nevěřte! (1982–1986). Jeho nově nabytá popularita jeho kariéru oživila a na sklonku života si zahrál role padouchů v blockbusterech Mladé pušky (1988) a Tango a Cash (1989). V roce 1991 získal Oscar za nejlepší mužský herecký výkon ve vedlejší roli za film Dobrodruzi z velkoměsta.
Zemřel 10. listopadu 2006 ve věku 87 let přirozenou smrtí v domě své dcery Holly v kalifornském Montecitu. Po jeho smrti se konala zádušní mše v ukrajinském katolickém kostele svatého Michala v Hazletonu v Pensylvánii.

### Osobní život
V letech 1949 až 1968 byl ženatý s Virginií Bakerovou. Měli spolu tři děti, z nichž jednou je bývalá herečka Holly Palance. Na Nový rok 2003 Virginii srazilo a zabilo auto v Los Angeles.
V květnu 1987 se oženil se svou druhou manželkou Elaine Rogersovou. Pár se později rozvedl.
Byl příznivcem Republikánské strany. Má hvězdu na Hollywoodském chodníku slávy.

## Filmografie (výběr)
- Panika v ulicích (1950)
- Sudden Fear (1952)
- Shane (1953)
- Pohrdání (1963)
- Mladé pušky (1988)
- Tango a Cash (1989)
- Batman (1989)
- Dobrodruzi z velkoměsta (1991)
- Cyborg 2 - Skleněný stín (1993)
- Labutí princezna (1994)